# Nandan
Nandan (chinesisch 南丹县, Pinyin Nándān Xiàn; Zhuang Nanzdanh Yen) ist ein Kreis der bezirksfreien Stadt Hechi im Autonomen Gebiet Guangxi der Zhuang-Nationalität in der Volksrepublik China. Die Fläche beträgt 3.920 Quadratkilometer und die Einwohnerzahl 294.300 (Stand: 2018).